# Ery chińskie
Ery chińskie (chiń. upr. 年号; chiń. trad. 年號; pinyin niánhào; dosł. „zawołanie roczne”) – chiński system pomiaru czasu, dzielący panowanie konkretnego władcy na kilkuletnie okresy o różnych nazwach, czyli właśnie ery.
Poszczególnym latom każdej ery nadawano numery poczynając od jednego, yuán (元). Nazwę ery, będącą jednocześnie jej mottem, zatwierdzał sam władca. W polskim piśmiennictwie sinologicznym ery nazywa się też "dewizami panowania". System ten pojawił się za czasów dynastii Han, a za pierwszego władcę, który go użył, jest uważany Wudi. Dzielił on swoje panowanie na ery pięcioletnie, w sumie ustanawiając ich 11. Początkowo cesarz mógł kilkakrotnie zmieniać erę, co nazywało się "gaiyuan", "zmianą początku", w celu pozbycia się "niekorzystnych wpływów" nagromadzonych w danym okresie. Jednak cesarze dynastii Ming i Qing nigdy nie zmieniali nazw okresu swoich rządów i stąd zapisali się w historii właśnie pod nazwami wybranych przez siebie er. Ery odgrywały również ważną rolę przy liczeniu lat. Tradycyjnie liczono je według lat panowania władców, jednak wraz z wprowadzeniem przez Wudi er, liczono je według er panowania konkretnego cesarza. Zatem zamiast pisać jak dotychczas np. "piąty rok panowania cesarza Wu" zaczęto pisać "czwarty rok ery jianyuan [trwała od 140 - 135 p.n.e.] panowania cesarza Wu".
Przyjmowanie dewiz panowania przyjęło się później także w innych krajach Azji Wschodniej. W Chinach system przestał być w zasadzie używany wraz z upadkiem dynastii Qing w 1912 roku. U swego zarania Republika Chińska przyjęła jako swój niezmienny niánhào słowo "republika" (民國). Na Tajwanie, który kontynuuje tę tradycję, upływ lat mierzy się - prócz systemu światowego - także tą metodą. W oficjalnych dokumentach rok 2008 jest nazywany "97. Rokiem [Ery] Republiki" (民國九十七年, 民國97年).